# مكرر ربحية

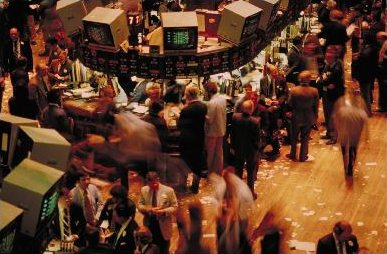
مكرر ربحية

يقيس مكرر الربحية (بالإنجليزية: P/E Ratio)‏ نسبة سعر السهم التجاري إلى ربحه السنوي، فكلما ارتفع مكرر الربحية لسهم ما دلّ ذلك على أن المستثمرين يدفعون سعرا أعلى مقابل كل وحدة ربح، والعكس بالعكس أيضاW. ويعتبر مكرر الربحية من أكثر مقاييس تقييم الأسهم استخداما نظرا لسهولة حسابه وبديهية مفهومه.